# Partia Res Publica
Res Publica (est. Ühendus Vabariigi Eest – Res Publica, RP) – estońska partia polityczna o profilu konserwatywnym, działająca w latach 2001–2006.

## Historia
Res Publica powstała 8 grudnia 2001, formalnie pod nazwą Unia na rzecz Republiki-Res Publica. Wśród jej założycieli znaleźli się naukowcy (m.in. Ene Ergma, wiceprezes Estońskiej Akademii Nauk) i urzędnicy państwowi (w tym Juhan Parts, główny audytor kraju). Partia zyskiwała na popularności, głosząc hasła szybkiej liberalizację estońskiej gospodarki, akcesji do struktur Unii Europejskiej i NATO, krytykując ugrupowania dotychczas rządzące.
W wyborach w 2003 zajęła drugie miejsce z wynikiem 24,6% głosów, uzyskując tyle samo mandatów w Zgromadzeniu Państwowym (28), co zwycięska Partia Centrum. Lider ugrupowania, Juhan Parts, stanął na czele koalicyjnego rządu, współtworzonego przez Partię Reform i Związek Ludowy. Res Publica traciła poparcie społeczne, nie uzyskała żadnego mandatu w wyborach do Parlamentu Europejskiego w 2004. Rok później w wyniku sporów w koalicji urzędujący premier podał się do dymisji, partia przeszła zaś do opozycji. Nowy przewodniczący, Taavi Veskimägi, podjął rozmowy z konserwatywnym Związkiem Ojczyźnianym, rządzącym do 2002. W lipcu 2006 doszło do zjednoczenia obu formacji w jednolite stronnictwo pod nazwą Isamaa ja Res Publica Liit.

## Przewodniczący
- 2001–2002: Rein Taagepera
- 2002–2005: Juhan Parts
- 2005–2006: Taavi Veskimägi[4]